# 马诺夸里都会区
马诺夸里-东北极乐鸟半岛大都会统计区（英语：Manokwari-Northeastern Bird's Head Peninsula Metropolitan Statistical Area）也称为马诺夸里都会区（Manokwari Metropolitan Area）或东北极乐鸟半岛（Northeastern Bird's Head Peninsula），是西巴布亚省人口最多的都会区，也是印度尼西亚巴布亚的第二大都会区。主要城市马诺夸里是西巴布亚省的首府和第二大城市，马诺夸里都会区面积超过3,000平方英里，2010年总人口为286,079。都会区还包括8个城市9个镇和13个村落。

## 都会区内的城市
1. 马诺夸里 (136,302)
2. Insjoerifoeri (36,251)
3. Nuni (27,159)
4. Kaironi (15,753)
5. Amban (12,256)
6. Kasbediri (12,127)
7. Maboi (8,895)
8. Omi (6,622)

## 都会区内的镇
1. Warburmi (5,691)
2. Warbiadi (4,201)
3. Irai (3,148)
4. Tshinega (3,091)
5. Toebisjima (2,758)
6. Maikoe (2,502)
7. Mincatobori (2,271)
8. Lefikbri (2,054)
9. Koffo (1,998)

## 部落村庄
人口稀少的区域主要分布在阿尔法克山脉，这些地方有不知名的名字使得他们很难被找到。在2010年第一次人口普查中，人口普查员最终数清了村庄和人口的数量。最大的村庄人口有961，所有村庄总人口约3,000人。

## 资料来源
- GCatholic.org （页面存档备份，存于）
- Catholic Hierarchy （页面存档备份，存于）